# دست تو رو شده‌است
بانت الاعیبک نام یکی از آلبوم‌های کاظم الساهر، خواننده، شاعر و آهنگساز عراقی است. این آلبوم که مشتمل بر ۱۰ آهنگ می‌باشد در سال ۱۹۹۳ میلادی و توسط شرکت عربستانی الخیول منتشر شد.

## آهنگ‌ها
- العروسه - ۵:۱۶
- اللیلة - ۵:۰۲
- النار - ۶:۵۷
- انت الحکم - ۶:۱۱
- ایش حلو طولک - ۶:۰۱
- بانت الاعیبک - ۵:۱۲
- لاتحرمونی - ۸:۳۳
- معلم علی الصدمات - ۸:۰۲
- رحال -
- محروس - ۷:۵۵